# Американський буллі
Американський буллі (англ. American Bully) — нещодавно створена в США порода собак-компаньйонів. Порода здобула визнання Об'єднаним клубом собаківників (UKC) 15 липня 2013 року. Порода була вперше зареєстрована Американським Буллі клубом собаківників (ABKC) у 2004 році.
Особливістю породи і те, що собаки у ній можуть мати кілька типів, що відрізняються зростом. Можна сказати, що це одночасно дрібна та велика порода, яка була поділена на чотири категорії; Кишенькові, Стандартні, Класичні та XL.
З 2020 порода знаходиться в стадії визнання FCI. Відповідно до цього статусу, собаки мають право брати участь у виставках та отримувати сертифікати відповідності породі, але не мають права претендувати на титул чемпіона виставки. У процесі роботи над визнанням породи буллі були попередньо віднесені до першої секції другої групи порід собак згідно з систематикою FCI (Молоси, собаки). Для участі у виставках собакам цієї породи не передбачається проведення випробувань.

## Історія

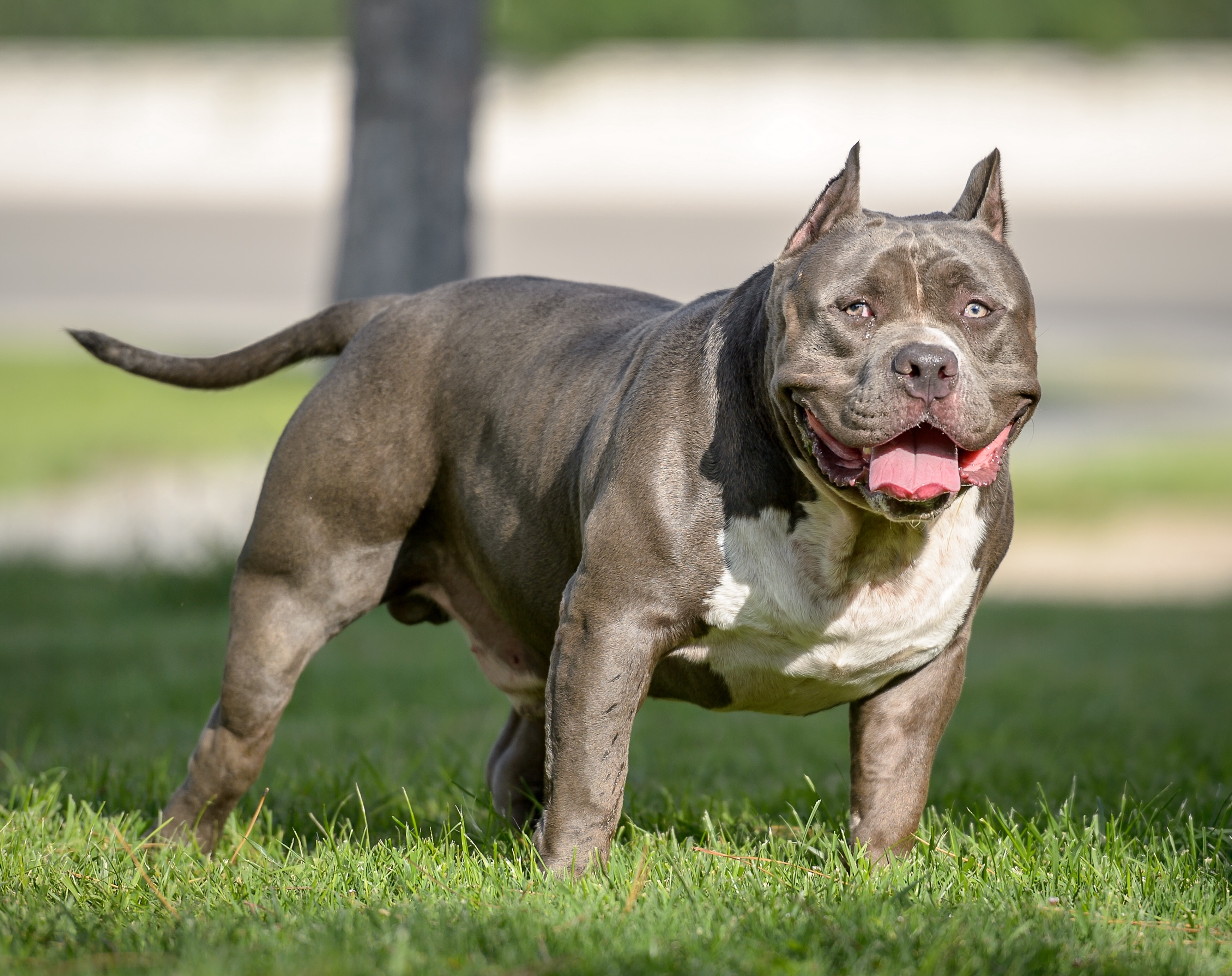
Американський буллі

Формування породи відбувалося у Сполучених Штатах у період із 1980 по 1990 рік. Американський буллі створювався на основі американських стаффордширських тер'єрів та американських пітбультер'єрів, також до породи була прилита кров бульдогів. Буллі спочатку було створено з метою бути собакою-компаньйоном для сім'ї, зокрема і з дітьми.
У той час як деякі з розсадників-засновників, а саме власник Razor's Edge Дейв Вілсон, підтвердили, що вони використовували лише дві перші вищезгадані породи для виробництва бажаних собак, інші розплідники, що працювали над породою, визнають, що принаймні п'ять інших порід використовувалися для досягнення більшого розміру та міцної статури. Вважається, що використані при створенні буллі породи собак — американський бульдог, англійський бульдог, староанглійський бульдог, бульдог, стаффордширський бультер'єр та французький бульдог.
Відповідно до ABKC, метою творців породи було отримати собаку з м'яким характером, що підходить для утримання в сім'ях з дітьми, при цьому зберігши «лякаючі» риси бультер'єрів та американських стаффордширських тер'єрів. Маса та важка кістка були пріоритетом, щоб забезпечити такий вигляд.
У перші роки існування породи багато хто з цих собак був зареєстрований як пітбуль, що викликало проблеми надалі з породною ідентифікацією.

## Загальний опис
Буллі являє собою собаку з міцною атлетичною статурою. Створює враження накачаного, кремезного, дуже сильно обмускуленого собаки. Для них характерні дещо гротескні «кубічні» форми голови та дуже потужна шия. Статевий диморфізм помітно виражений, суки відчутно легші за кобелів.
Рухи собак цієї породи повинні бути потужні, з сильним поштовхом і добрим балансом собаки на рисі.
Голова велика, з чітким рельєфом, має характерну геометричну будову. Перехід від чола до морди чітко виражений, кут між лінією перенісся та мордою наближений до прямого. Лінії чола та морди паралельні. Лоб широкий, із вираженим м'язовим рельєфом. Вилиці дуже сильно розвинені. Черепні шви добре промацуються. Прикус ножиці, при цьому перекус не бажаний. Мочка носа велика, але не рельєфна. Ніздрі широкі. Губи щільно прилягають, брилі сухі, не відвислі..
Очі середнього розміру, посаджені помірно глибоко, відстань між очима велика. Форма очей трикутна або мигдалеподібна, небажані круглі або опуклі очі, повіка прилягають щільно.
Забарвлення мочки носа, губ і повік гармонійне із загальним забарвленням собаки.
Вуха високо поставлені, невеликі, напівстоячі або трохи опущені. Допустимо купірування.
Шия дуже мускулиста, широка, з вираженим загривком. Візуально шия буллі сприймається ширшою, ніж голова. Складчастість шкіри не бажана.
Корпус трохи розтягнутий, об'ємний. Собака справляє враження кремезним і накачаним. Спина утворює пряму лінію із легким нахилом до крупу. Сам круп теж трохи похилий, має округлу форму, мускулатура на ньому сильно розвинена.
Груди дуже широкі, глибокі, ребра мають бочкоподібну форму, що надає відчуття, що спереду собака дуже широка. Перехід від ребер до живота не виражений.
Хвіст посаджений низько, середньої довжини, не товстий. Він не повинен закидатися на спину або закручуватися.
Передні кінцівки паралельні один одному, із щільно притиснутим до корпусу ліктем. Рельєф м'язів добре виражений. Зап'ястя широке.
Задні кінцівки трохи винесені з-під корпусу, коротке стегно щодо лапи й сильно обмускулене, має виражений об'єм.
Скакальний суглоб добре виражений. Лапи округлі, з короткими пальцями та товстими подушечками.
Шерсть коротка, гладка, без підшерстя.
Забарвлення допустиме будь-яке. Не допускаються альбінізм і генетично обумовлений мерль, що є зовнішніми маркерами наявності негативних генетичних мутацій.

## Внутрішньопородні типи
Всередині ABKC (American Bulli Kennel Club) є чотири внутрішньопородні типи буллі. Передбачається, що попри відмінності у розмірі, всі чотири типи повинні відповідати єдиному стандарту (крім зросту). За зростанням вони поділяються на чотири типи :
- Стандарт: висота в загривку від 43 до 51 см[9]
- «Кишеньковий» формат (покет буллі): зріст у загривку менш ніж 43 см[10]
- XL: зріст у загривку від 51 см до 57 см[11]
- Класичний: зріст у загривку від 43 до 51 см, але склад собаки легше стандартного типу для цієї породи і ближче до складу стаффордширських тер'єрів[8].

Зріст є єдиною основною відмінністю типів породи, що не дозволяє говорити про виділення їх у чотири окремі породи, йдеться саме про визнання однієї породи з кількома типами. Визначення типу, до якого буде ставитися собака, можливе тільки після досягнення собакою віку 9 місяців, оскільки в одному посліді можуть народитися як більші, так і дрібніші.
В'язки рекомендуються лише між представниками одного типу, зрідка допускаються між представниками найближчих ростових різновидів. Не допускаються в'язки собак з великою різницею у зрості.

## Характер
Американські буллі є собаками-компаньйонами, у яких цілком неприпустимим є прояв агресії як до людей, так і до тварин, також вони не схильні демонструвати охоронну поведінку та прояв мисливського інстинкту. Розведення, спрямоване на створення такого типу характеру, дозволило отримати контактні, придатні до утримання у сім'ях з дітьми собак, які мають при цьому досить жахаючий зовнішній вигляд. Буллі є придатною породою для тих, хто любить фенотип питових собак, але не готовий працювати зі складнохарактерним собакою, що вимагає підвищеної уваги.
Темперамент живий, собаки активні та грайливі, особливо у молодому віці. Активний темперамент дозволяє використати цих собак у спорті.